# F1 Manager 2022
F1 Manager 2022 ist ein offizielles Rennmanagement-Simulationsspiel zur Formel-1-, Formel-2- und Formel-3-Meisterschaft 2022, das von Frontier Developments entwickelt und veröffentlicht wurde. Es ist der erste Teil der F1-Manager-Serie und das erste lizenzierte Managerspiel seit F1 Manager von EA Sports, welches im Jahr 2000 veröffentlicht wurde. Das Spiel erschien am 30. August 2022 für Microsoft Windows, PlayStation 4, PlayStation 5, Xbox One und Xbox Series X/S.

## Gameplay
Als Rennmanagement-Simulationsspiel bietet der F1 Manager 2022 eine detailliertere Karriereebene als der Modus Mein Team, den Codemasters in F1 2020 eingeführt hat. Das Spiel enthält auch die professionellen Kommentatorenstimmen von Karun Chandhok und David Croft. Im Spiel sind auch echte Funksprüche der Formel-1-Fahrer vorhanden.

## Entwicklung
F1 Manager 2022 wurde im März 2022 offiziell angekündigt. Es ist das erste Videospiel der F1-Manager-Reihe, die von 2022 bis 2025 die offizielle Lizenz für die Formel-1-, Formel-2- und Formel-3-Meisterschaften hält. Es ist auch das erste lizenzierte Formel-1-Managementspiel seit F1 Manager von EA Sports im Jahr 2000. Im November 2016 brachte Sega noch einmal den Motorsport Manager für PC heraus. Allerdings hatte dieser keine offizielle Lizenz der Formel 1, sodass keine echten Teams, Fahrer und Rennstrecken enthalten sind. Das Spiel wurde mit Unreal Engine 4 entwickelt und von britischen Videospielentwickler Frontier Developments entwickelt und veröffentlicht. Das Spiel erschien am 25. August 2022 für Microsoft Windows, PlayStation 4, PlayStation 5, Xbox One und Xbox Series X/S im Early Access und wurde am 30. August 2022 veröffentlicht.

## Rezeption
F1 Manager 2022 erhielt überwiegend durchschnittliche bis gute Bewertungen. Die Rezensionsdatenbank Metacritic aggregiert 23 Rezensionen der PC-Version zu einem Mittelwert von 79/100 Punkten und elf Rezensionen der PlayStation-5-Version zu 74/100 Punkten.
Laut der deutschen Computerspielezeitschrift PC Games sei das Spiel nicht für Motorsport-Einsteiger geeignet, da man die komplexe Welt der Formel 1 durchblicken müsse und die unzähligen Regeln und Technikbegriffe kennen sollte. Konträr dazu postulieren die Rezensenten der Computer Bild, dass F1 Manager 22 für Gelegenheitsspieler aufgrund der Hilfefunktionen geeignet sei, während F1- und Manager-Profis auf lange Sicht die weiterführenden Optionen zum Mikromanagement und die Detailverliebtheit vermissen würden.

„Wie viel Spaß ihr mit „F1 Manager 2022“ habt, hängt stark von eurem Anspruch ab. Möchtet ihr euren Rennstall bis ins kleinste Detail optimieren, anpassen und individualisieren? Dann geht der Rennsimulation spätestens nach einer Saison merklich das Benzin aus. Wollt ihr jedoch als Teamchef im Hintergrund die Fäden ziehen und euch an der F1-Atmosphäre erfreuen, dann wird euch „F1 Manager 2022“ gefangen nehmen. Das Spiel wirkt zwar auf den ersten Blick sehr komplex, ist aber für eine Sport- bzw. Wirtschaftssimulation überschaubar gehalten. Die Lernkurve ist somit steil. Aber habt ihr die anfängliche Überforderung gemeistert, entwickelt sich ein schöner Spielfluss.“

Die Fachpresse lobt die Lizenzen und Grafik des Spiels, wobei die Unschärfefilter sowie schwach dargestellte Unfälle als Kritikpunkte genannt werden. Eine weitere Schwäche sei die fehlende Langzeitmotivation, da F1 Manager 2022 zu wenige tiefgehende Optionen bietet, beispielsweise in der Entwicklung neuer Bauteile sowie der Optimierung der Fahrzeuge und es zudem an Abwechslung mangelt.

„Das größte Problem von F1 Manager 2022 ist allerdings die Langzeitmotivation. So viel Spaß es auch macht, ein kleineres Team aufzubauen und zum Konstrukteurserfolg zu führen, so sehr mangelt es auf lange Sicht an Abwechslung.“